# Borken (Nadrenia Północna-Westfalia)
Borken – miasto powiatowe w zachodniej części Niemiec, w kraju związkowym Nadrenia Północna-Westfalia, w rejencji Münster, siedziba powiatu Borken.
W mieście rozwinął się przemysł chemiczny oraz maszynowy.

## Historia
Nazwa pochodzi prawdopodobnie od niemieckiego słowa "Burg" (gród) i rozwijała się przez wieki przez Burke, Burken do współczesnej formy Borken.
W roku 1226 miejscowość otrzymała prawa miejskie z rąk biskupa Dietricha II von Isenberg. W dokumencie z 1391 r. wspomniano po raz pierwszy o murach miejskich z wieżyczkami.

## Współpraca
Miejscowości partnerskie:
- Dania: Albertslund
- Polska: Bolków
- Meklemburgia-Pomorze Przednie: Grabow
- Szwecja: Mölndal
- Wielka Brytania: Whitstable